# Edificio Legislativo de Saskatchewan
El Edificio Legislativo de Saskatchewan (en inglés, Saskatchewan Legislative Building) es un edificio de gobierno situado en la ciudad de Regina, la capital de la provincia de Saskatchewan (Canadá). Alberga la Asamblea Legislativa de Saskatchewan.

## Historia

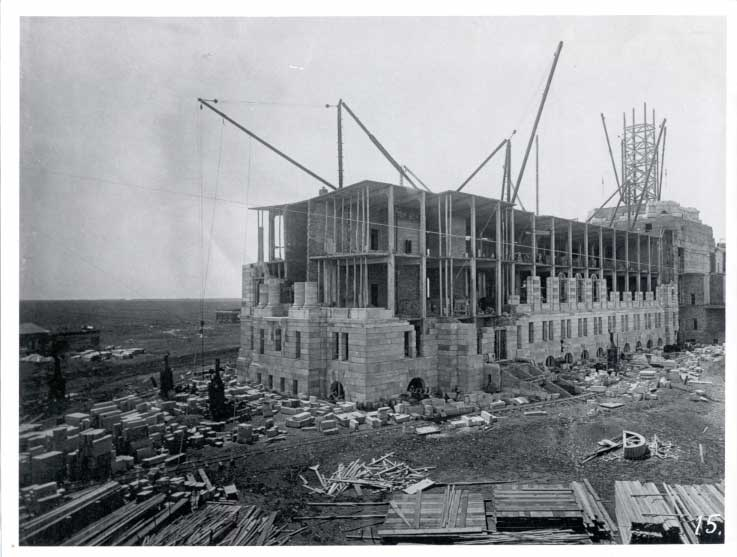
Construcción del Edificio Legislativo de Saskatchewan

El edificio fue construido entre 1908 y 1912 en el estilo Beaux Arts con un diseño de Edward y William Sutherland Maxwell de Montreal. Los Maxwell también supervisaron la construcción del edificio por parte de la empresa de Montreal P. Lyall & Sons, que más tarde construyó el bloque central del edificio del parlamento federal en Ottawa después de que el edificio del parlamento de 1866 fuera destruido por un incendio en 1916. Se comenzaron a perforar pilotes para los cimientos durante el otoño de 1908 y en 1909 el Gobernador General de Canadá, Albert Grey, colocó la piedra angular. En 1912, el Arturo de Connaught, para entonces gobernador general en funciones, inauguró el edificio.

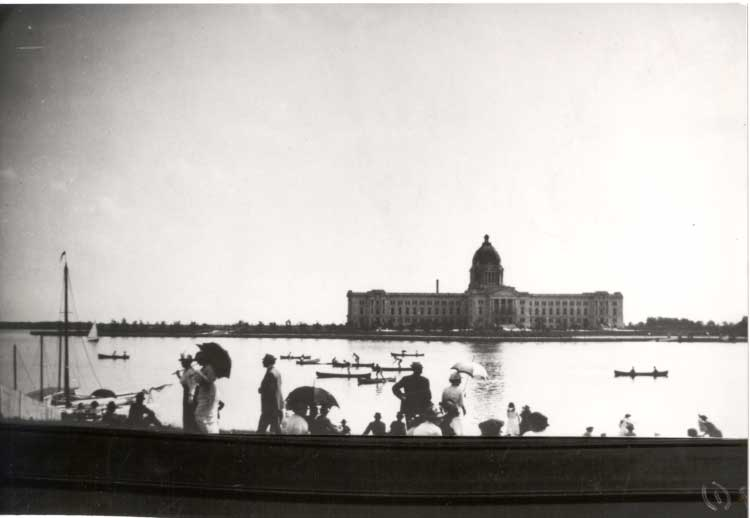
Gente disfrutando de una carrera de botes en el lago Wascana, al norte del Edificio Legislativo, circa 1910.

El diseño contempla la expansión del edificio mediante la adición de alas que se extienden hacia el sur desde los extremos este y oeste y se unen para formar un patio. Los planos originalmente requerían que el exterior del edificio fuera de ladrillo rojo, pero después de que la construcción había comenzado y los ladrillos rojos ya estaban en el sitio, el primer ministro Thomas Walter Scott decidió que la piedra de Manitoba Tyndall le daría al edificio una mayor grandeza y los planos se ajustaron con la sustitución. aumentando el costo de construcción en 50 000 de dólares canadienses. El costo total de la construcción llegó a 1,75 millones de dólares canadienses en el momento de su inauguración en octubre de 1912, diez meses después de que la asamblea había comenzado a reunirse en el edificio aún sin terminar.
En 1965, Clifford Wiens inició un importante proyecto de renovación y restauración que tardó unos catorce años en completarse. Leslie Jen, editora asociada de Canadian Architect, la calificó como una renovación "magistral".

## Características

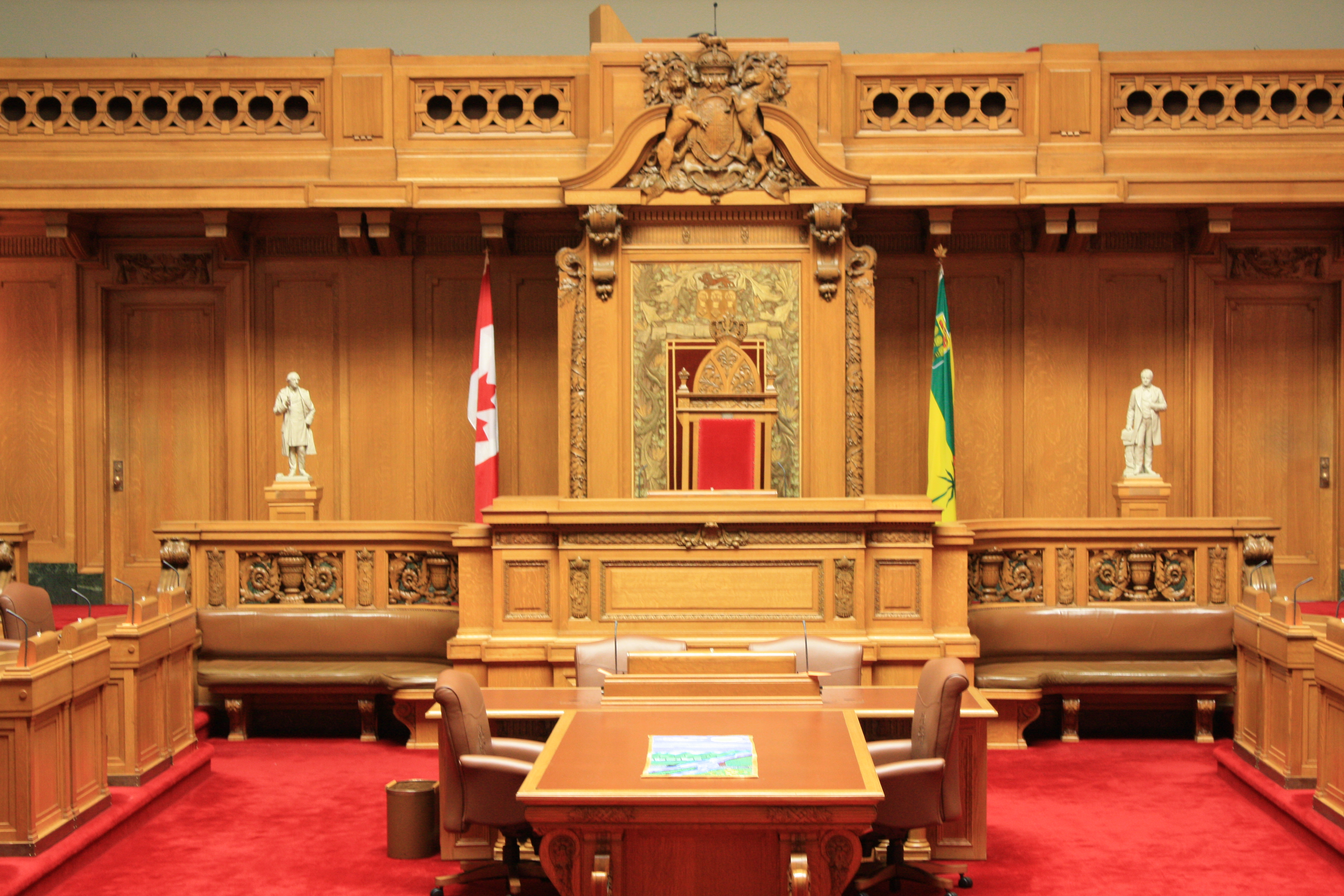
La cámara legislativa dentro del Edificio Legislativo de Saskatchewan con su alfombra roja original

A diferencia de la tradición parlamentaria, la alfombra en la cámara legislativa fue roja hasta 2012. Tradicionalmente, la alfombra roja se usa para las casas de miembros no electos, como el Senado de Canadá, y las casas de los miembros electos reciben alfombra azul o verde. Walter Scott prefirió la alfombra roja, y durante un siglo el edificio se mantuvo como uno de los dos únicos en Canadá que presentaban alfombra roja en su cámara legislativa (la de Columbia Británica es la otra). La alfombra roja fue reemplazada por alfombra verde en el verano de 2012.
Walter Scott anticipó que el edificio podría "durante un siglo ser lo suficientemente creíble como para formar el edificio principal en los terrenos de la capital", la suposición general del momento era que la población de Saskatchewan aumentaría a varios millones. Ese siglo ha transcurrido hace mucho tiempo; el Edificio Legislativo provincial sigue siendo el edificio principal en los "terrenos de la capital", pero de hecho, sigue siendo la estructura más imponente en una ciudad más pequeña de lo que imaginaron sus fundadores.
Tal planificación es evidente en la propia cámara legislativa, diseñada para albergar a 125 miembros. La asamblea nunca se ha expandido más allá de 66 MLA (y actualmente tiene 61). Como resultado, incluso después de las elecciones que arrojaron mayorías masivas (como las celebradas en 1982, 1991 y 2011) ha habido mucho espacio para sentar a todos los miembros del gobierno a la derecha del orador. Sin embargo, esta práctica peculiar ha sido abandonada (al menos temporalmente) como resultado de la pandemia COVID-19 ; actualmente, para satisfacer los requisitos de distanciamiento físico, los escritorios están espaciados de tal manera que se debe colocar un número relativamente igual a cada lado del Portavoz, lo que significa que algunos diputados del gobierno se sentarán a su izquierda.
El Instituto de vitrales de Canadá ha documentado los de la legislatura de Saskatchewan.
El edificio ¡está ubicado en 2405 Legislative Drive, Regina, con vista al lago Wascana. Se ofrecen recorridos gratuitos por las instalaciones durante toda la semana.

## Significado
El edificio y sus terrenos fueron designados Sitio Histórico Nacional de Canadá en 2005. También es un bien patrimonial provincial en virtud de la Ley de bienes patrimoniales.
De importancia histórica, la mesa que se usó durante la reunión de los Padres de la Confederación en la ciudad de Quebec en 1864 reside en la biblioteca del edificio, aunque con seis pies removidos. El teniente gobernador Edgar Dewdney de los Territorios del Noroeste llevó la mesa a Regina, que era la capital del territorio en ese momento. Se utilizó en las oficinas del comisionado indio para Manitoba y los Territorios del Noroeste hasta 1896. Se quitaron seis pies de la longitud de la mesa del medio para que pudiera caber dentro de los límites limitados del edificio Prince Edward, el hogar temporal de la Asamblea Legislativa de Saskatchewan mientras se construía el Edificio Legislativo de Saskatchewan.

### Estatuas en la legislatura

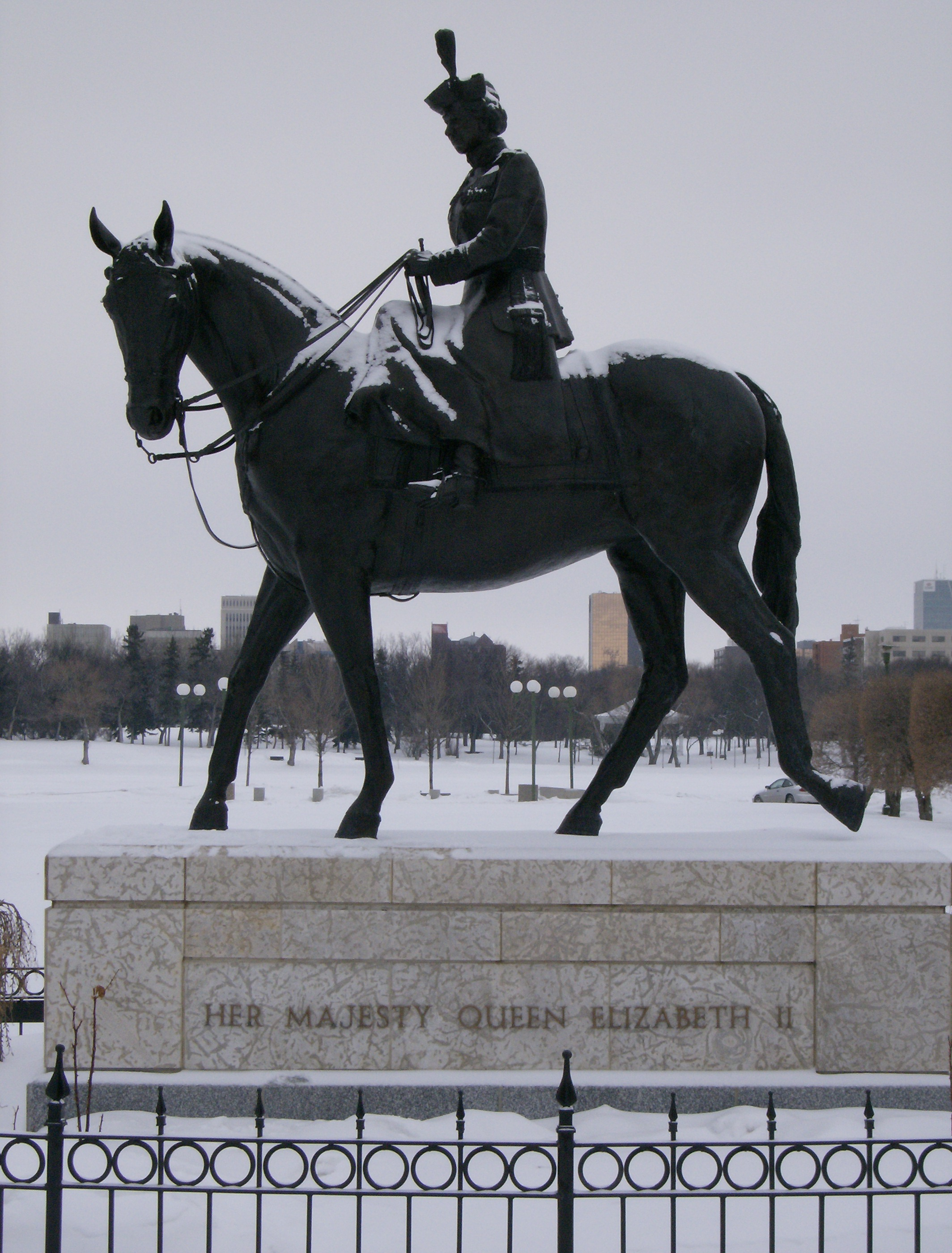
Estatua de la reina Isabel II al norte del edificio

Una estatua ecuestre de la reina Isabel II inaugurada en 2005 en los renombrados Jardines de la Reina Isabel II se encuentra frente al edificio. Fue diseñado por Susan Velder. La estatua representa a la reina sobre Birmania, su caballo favorito, un regalo de la Real Policía Montada de Canadá en 1969. El caballo fue criado originalmente en Saskatchewan.
En el lado este del edificio hay una fuente, una de las dos traídas de Trafalgar Square de Londres, la otra llevada a Ottawa (y ahora ubicada en Confederation Park). La fuente de granito Peterhead fue diseñada por McDonald y Leslie y fue reubicada antes de mediados de la década de 1930 cuando Trafalgar Square obtuvo nuevas fuentes diseñadas por Sir Edwin Lutyens.

#### Estatua eliminada
La estatua encargada de Louis Riel por John Cullen Nugent, presentada en 1968, estuvo en los terrenos de la legislatura hasta 1991, cuando fue retirada ante la insistencia de la Saskatchewan Métis Society y otros. Algunos encontraron la obra desmoralizante por representar a Louis Riel de una manera "irrespetuosa": "demacrado" y semidesnudo, en el momento de la humillación máxima de los métis. Otros argumentaron que la escultura fue una apropiación eurocanadiense.